# Braquiopoïdeus
|  | No s'ha de confondre amb Braquiòpodes o Branquiòpodes. |

Els braquiopoïdeus (Brachyopoidea) és una superfamília d'un clade extint de temnospòndils que va viure durant el Mesozoic. Conté les famílies Brachyopidae i Chigutisauridae.
Van viure des de començaments del període Triàsic fins a començaments del període Cretaci, tant en Gondwana com en Lauràsia. Els membres d'aquest clade es distribuïen en el que avui és Xina, Mongòlia, Austràlia, Argentina, l'Índia i Sud-àfrica.
Els primers registres de braquiòpids són del Triàsic inferior a Austràlia. L'últim membre supervivent de la superfamília és el chigutisàurid Koolasuchus del Cretaci inferior d'Austràlia.

## Descripció
Alguns braquiopoïdeus grans, com ara Siderops i Koolasuchus, van créixer fins a una longitud d'uns 2,5 metres. Tanmateix, s'estima que un braquiopoïdeus del Triàsic superior o del Juràssic inferior sense nom de Lesotho, al sud d'Àfrica, va ser molt més gran. Amb uns 7 metres, el braquiopoïdeu de Lesotho és un dels amfibis més grans sensu lato mai coneguts. Aquesta estimació es basa en un fragment de mandíbula únic trobat l'any 1970 per una expedició francesa prop d'Alwynskop, a Quthing.

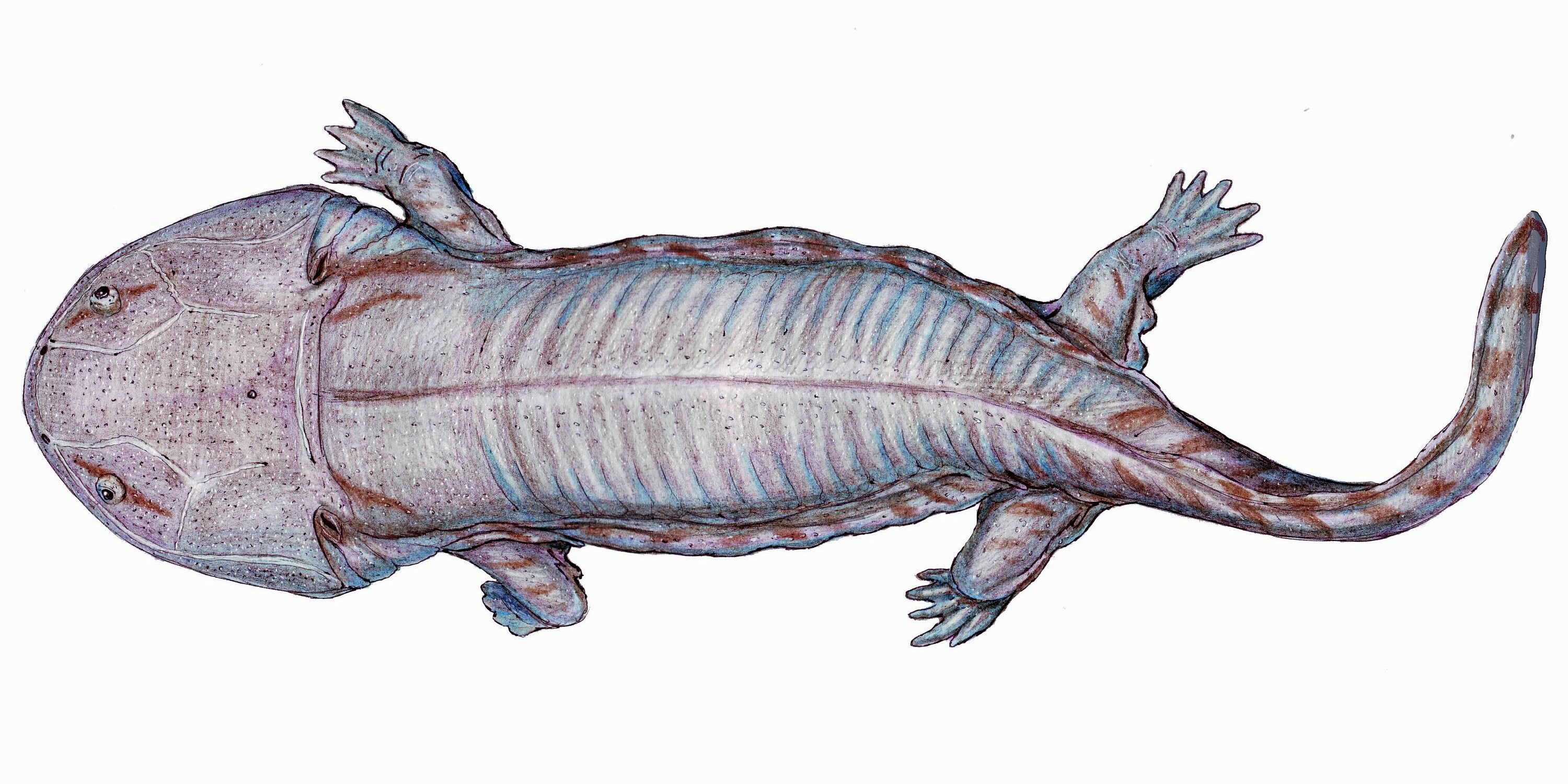
Restauriació del chigutisaurid Siderops kehli

A causa de la seva mida, inicialment es va considerar que el fragment era d'un mastodonsaure. Tanmateix, diverses característiques de l'exemplar indiquen que és d'un braquiopoïdeu. Hi ha un gran ullal que sobresurt de l'ectopterigoide, un os del paladar, i la morfologia dental és similar a la d'altres braquiopoïdeus. Quan es veu des de costat, el marge superior de la mandíbula sembla còncava. L'exemplar va ser redescrit com a braquiopoïdeu l'any 2005.

## Classificació
A continuació es mostra un cladograma de Brachyopoidea adaptat de Ruta et al. (2007).
|  | Sinobrachyops |
|  |               |
|  | Xenobrachyops |
|  |               |

|  | Banksiops                                              |
|  |                                                        |
|  | Batrachosaurus                                         |
|  |                                                        |
|  | \| \| Vanastega \| \| \| \| \| \| Vigilius \| \| \| \| |
|  |                                                        |
|  | Batrachosuchus                                         |
|  |                                                        |
|  | Vanastega                                              |
|  |                                                        |
|  | Vigilius                                               |
|  |                                                        |

|  | Vanastega |
|  |           |
|  | Vigilius  |
|  |           |

|  | Sinobrachyops |
|  |               |
|  | Xenobrachyops |
|  |               |

|  | Banksiops                                              |
|  |                                                        |
|  | Batrachosaurus                                         |
|  |                                                        |
|  | \| \| Vanastega \| \| \| \| \| \| Vigilius \| \| \| \| |
|  |                                                        |
|  | Batrachosuchus                                         |
|  |                                                        |
|  | Vanastega                                              |
|  |                                                        |
|  | Vigilius                                               |
|  |                                                        |

|  | Vanastega |
|  |           |
|  | Vigilius  |
|  |           |

|  | Compsocerops  |
|  |               |
|  | Kuttycephalus |
|  |               |

|  | Pelorocephalus |
|  |                |
|  | Siderops       |
|  |                |

|  | Compsocerops  |
|  |               |
|  | Kuttycephalus |
|  |               |

|  | Pelorocephalus |
|  |                |
|  | Siderops       |
|  |                |

|  | Compsocerops  |
|  |               |
|  | Kuttycephalus |
|  |               |

|  | Pelorocephalus |
|  |                |
|  | Siderops       |
|  |                |

|  | Compsocerops  |
|  |               |
|  | Kuttycephalus |
|  |               |

|  | Pelorocephalus |
|  |                |
|  | Siderops       |
|  |                |

|  | Sinobrachyops |
|  |               |
|  | Xenobrachyops |
|  |               |

|  | Banksiops                                              |
|  |                                                        |
|  | Batrachosaurus                                         |
|  |                                                        |
|  | \| \| Vanastega \| \| \| \| \| \| Vigilius \| \| \| \| |
|  |                                                        |
|  | Batrachosuchus                                         |
|  |                                                        |
|  | Vanastega                                              |
|  |                                                        |
|  | Vigilius                                               |
|  |                                                        |

|  | Vanastega |
|  |           |
|  | Vigilius  |
|  |           |

|  | Sinobrachyops |
|  |               |
|  | Xenobrachyops |
|  |               |

|  | Banksiops                                              |
|  |                                                        |
|  | Batrachosaurus                                         |
|  |                                                        |
|  | \| \| Vanastega \| \| \| \| \| \| Vigilius \| \| \| \| |
|  |                                                        |
|  | Batrachosuchus                                         |
|  |                                                        |
|  | Vanastega                                              |
|  |                                                        |
|  | Vigilius                                               |
|  |                                                        |

|  | Vanastega |
|  |           |
|  | Vigilius  |
|  |           |

|  | Compsocerops  |
|  |               |
|  | Kuttycephalus |
|  |               |

|  | Pelorocephalus |
|  |                |
|  | Siderops       |
|  |                |

|  | Compsocerops  |
|  |               |
|  | Kuttycephalus |
|  |               |

|  | Pelorocephalus |
|  |                |
|  | Siderops       |
|  |                |

|  | Compsocerops  |
|  |               |
|  | Kuttycephalus |
|  |               |

|  | Pelorocephalus |
|  |                |
|  | Siderops       |
|  |                |

|  | Compsocerops  |
|  |               |
|  | Kuttycephalus |
|  |               |

|  | Pelorocephalus |
|  |                |
|  | Siderops       |
|  |                |